# Olympische Sommerspiele 2020/Teilnehmer (Indonesien)
| Gelbes Symbol für Goldmedaillen mit stilisierten Olympischen Ringen | Graues Symbol für Silbermedaillen mit stilisierten Olympischen Ringen | Braundes Symbol für Bronzemedaillen mit stilisierten Olympischen Ringen |
| ------------------------------------------------------------------- | --------------------------------------------------------------------- | ----------------------------------------------------------------------- |
| 1                                                                   | 1                                                                     | 3                                                                       |

Indonesien nahm an den Olympischen Spielen 2020 in Tokio mit 28 Sportlern in acht Sportarten teil. Es war die insgesamt 16. Teilnahme an Olympischen Sommerspielen.

## Teilnehmer nach Sportarten

### Badminton
| Athleten                                       | Wettbewerb | Gruppenphase               | Gruppenphase              | Gruppenphase | Gruppenphase | Achtelfinale | Achtelfinale       | Viertelfinale         | Viertelfinale             | Halbfinale             | Halbfinale         | Finale              | Finale                    | Rang   |
| Athleten                                       | Wettbewerb | Gegner                     | Ergebnis                  | Punkte       | Rang         | Gegner       | Ergebnis           | Gegner                | Ergebnis                  | Gegner                 | Ergebnis           | Gegner              | Ergebnis                  | Rang   |
| ---------------------------------------------- | ---------- | -------------------------- | ------------------------- | ------------ | ------------ | ------------ | ------------------ | --------------------- | ------------------------- | ---------------------- | ------------------ | ------------------- | ------------------------- | ------ |
| Frauen                                         |            |                            |                           |              |              |              |                    |                       |                           |                        |                    |                     |                           |        |
| Gregoria Mariska Tunjung                       | Einzel     | Thet H. T.                 | 2:0 (21:11, 21:8)         | 84:47        | 1            | R. Intanon   | 0:2 (12:21, 19:21) | ausgeschieden         | ausgeschieden             | ausgeschieden          | ausgeschieden      | ausgeschieden       | ausgeschieden             | 9      |
| Gregoria Mariska Tunjung                       | Einzel     | L. Tan                     | 2:0 (21:11, 21:17)        | 84:47        | 1            | R. Intanon   | 0:2 (12:21, 19:21) | ausgeschieden         | ausgeschieden             | ausgeschieden          | ausgeschieden      | ausgeschieden       | ausgeschieden             | 9      |
| Greysia Polii Apriyani Rahayu                  | Doppel     | Chow M. K. / Lee M. Y.     | 2:0 (21:14, 21:11)        | 142:106      | 1            | —            | —                  | Du Y. / Li Y.         | 2:1 (21:15, 20:22, 21:17) | Lee S.-h. / Shin S.-c. | 2:0 (21:19, 21:17) | Chen Q. / Jia Y.    | 2:0 (21:19, 21:15)        | Gold   |
| Greysia Polii Apriyani Rahayu                  | Doppel     | C. Birch / L. Smith        | 2:0 (21:11, 21:13)        | 142:106      | 1            | —            | —                  | Du Y. / Li Y.         | 2:1 (21:15, 20:22, 21:17) | Lee S.-h. / Shin S.-c. | 2:0 (21:19, 21:17) | Chen Q. / Jia Y.    | 2:0 (21:19, 21:15)        | Gold   |
| Greysia Polii Apriyani Rahayu                  | Doppel     | Y. Fukushima / S. Hirota   | 2:1 (24:22, 13:21, 21:8)  | 142:106      | 1            | —            | —                  | Du Y. / Li Y.         | 2:1 (21:15, 20:22, 21:17) | Lee S.-h. / Shin S.-c. | 2:0 (21:19, 21:17) | Chen Q. / Jia Y.    | 2:0 (21:19, 21:15)        | Gold   |
| Männer                                         |            |                            |                           |              |              |              |                    |                       |                           |                        |                    |                     |                           |        |
| Anthony Ginting                                | Einzel     | G. Krausz                  | 2:0 (21:13, 21:8)         | 84:43        | 1            | K. Tsuneyama | 2:0 (21:18, 21:14) | A. Antonsen           | 2:1 (21:18, 15:21, 21:18) | Chen L.                | 0:2 (16:21, 11:21) | K. Cordón           | 2:0 (21:11, 21:13)        | Bronze |
| Anthony Ginting                                | Einzel     | S. Sirant                  | 2:0 (21:12, 21:10)        | 84:43        | 1            | K. Tsuneyama | 2:0 (21:18, 21:14) | A. Antonsen           | 2:1 (21:18, 15:21, 21:18) | Chen L.                | 0:2 (16:21, 11:21) | K. Cordón           | 2:0 (21:11, 21:13)        | Bronze |
| Jonatan Christie                               | Einzel     | A. Mahmoud                 | 2:0 (21:8, 21:14)         | 98:81        | 1            | Shi Y.       | 0:2 (11:21, 9:21)  | ausgeschieden         | ausgeschieden             | ausgeschieden          | ausgeschieden      | ausgeschieden       | ausgeschieden             | 9      |
| Jonatan Christie                               | Einzel     | Loh K. Y.                  | 2:1 (22:20, 13:21, 21:18) | 98:81        | 1            | Shi Y.       | 0:2 (11:21, 9:21)  | ausgeschieden         | ausgeschieden             | ausgeschieden          | ausgeschieden      | ausgeschieden       | ausgeschieden             | 9      |
| Markus Fernaldi Gideon Kevin Sanjaya Sukamuljo | Doppel     | B. Lane / S. Vendy         | 2:0 (21:15, 21:11)        | 140:108      | 1            | —            | —                  | A. Chia / Soh W. Y.   | 0:2 (14:21, 17:21)        | ausgeschieden          | ausgeschieden      | ausgeschieden       | ausgeschieden             | 5      |
| Markus Fernaldi Gideon Kevin Sanjaya Sukamuljo | Doppel     | S. Rankireddy / C. Shetty  | 2:0 (21:13, 21:12)        | 140:108      | 1            | —            | —                  | A. Chia / Soh W. Y.   | 0:2 (14:21, 17:21)        | ausgeschieden          | ausgeschieden      | ausgeschieden       | ausgeschieden             | 5      |
| Markus Fernaldi Gideon Kevin Sanjaya Sukamuljo | Doppel     | Lee Y. / Wang C.-L.        | 1:2 (18:21, 21:15, 17:21) | 140:108      | 1            | —            | —                  | A. Chia / Soh W. Y.   | 0:2 (14:21, 17:21)        | ausgeschieden          | ausgeschieden      | ausgeschieden       | ausgeschieden             | 5      |
| Mohammad Ahsan Hendra Setiawan                 | Doppel     | J. Ho-Shue / N. Yakura     | 2:0 (21:12, 21:11)        | 145:109      | 1            | —            | —                  | T. Kamura / K. Sonoda | 2:1 (21:14, 16:21, 21:9)  | Lee Y. / Wang C.-L.    | 0:2 (11:21, 10:21) | A. Chia / Soh W. Y. | 1:2 (21:17, 17:21, 14:21) | 4      |
| Mohammad Ahsan Hendra Setiawan                 | Doppel     | A. Chia / Soh W. Y.        | 2:0 (21:16, 21:19)        | 145:109      | 1            | —            | —                  | T. Kamura / K. Sonoda | 2:1 (21:14, 16:21, 21:9)  | Lee Y. / Wang C.-L.    | 0:2 (11:21, 10:21) | A. Chia / Soh W. Y. | 1:2 (21:17, 17:21, 14:21) | 4      |
| Mohammad Ahsan Hendra Setiawan                 | Doppel     | Choi S.-g. / Seo S.-j.     | 2:1 (21:12, 19:21, 21:18) | 145:109      | 1            | —            | —                  | T. Kamura / K. Sonoda | 2:1 (21:14, 16:21, 21:9)  | Lee Y. / Wang C.-L.    | 0:2 (11:21, 10:21) | A. Chia / Soh W. Y. | 1:2 (21:17, 17:21, 14:21) | 4      |
| Mixed                                          |            |                            |                           |              |              |              |                    |                       |                           |                        |                    |                     |                           |        |
| Praveen Jordan Melati Daeva Oktavianti         | Doppel     | S. Leung / G. Somerville   | 2:1 (20:22, 21:17, 21:13) | 130:135      | 2            | —            | —                  | Zheng S. / Huang Y.   | 0:2 (17:21, 15:21)        | ausgeschieden          | ausgeschieden      | ausgeschieden       | ausgeschieden             | 5      |
| Praveen Jordan Melati Daeva Oktavianti         | Doppel     | M. Christiansen / A. Bøje  | 2:0 (24:22, 21:19)        | 130:135      | 2            | —            | —                  | Zheng S. / Huang Y.   | 0:2 (17:21, 15:21)        | ausgeschieden          | ausgeschieden      | ausgeschieden       | ausgeschieden             | 5      |
| Praveen Jordan Melati Daeva Oktavianti         | Doppel     | Y. Watanabe / A. Higashino | 0:2 (13:21, 10:21)        | 130:135      | 2            | —            | —                  | Zheng S. / Huang Y.   | 0:2 (17:21, 15:21)        | ausgeschieden          | ausgeschieden      | ausgeschieden       | ausgeschieden             | 5      |

### Bogenschießen
| Athleten                                                    | Wettbewerb | Qualifikation | Qualifikation | 1. Runde  | 1. Runde | 2. Runde      | 2. Runde      | Achtelfinale       | Achtelfinale  | Viertelfinale | Viertelfinale | Halbfinale    | Halbfinale    | Finale        | Finale        | Rang  |
| Athleten                                                    | Wettbewerb | Ringe         | Rang          | Gegner    | Ergebnis | Gegner        | Ergebnis      | Gegner             | Ergebnis      | Gegner        | Ergebnis      | Gegner        | Ergebnis      | Gegner        | Ergebnis      | Rang  |
| ----------------------------------------------------------- | ---------- | ------------- | ------------- | --------- | -------- | ------------- | ------------- | ------------------ | ------------- | ------------- | ------------- | ------------- | ------------- | ------------- | ------------- | ----- |
| Frauen                                                      |            |               |               |           |          |               |               |                    |               |               |               |               |               |               |               |       |
| Diananda Choirunisa                                         | Einzel     | 631           | 40            | M. Jager  | 2:6      | ausgeschieden | ausgeschieden | ausgeschieden      | ausgeschieden | ausgeschieden | ausgeschieden | ausgeschieden | ausgeschieden | ausgeschieden | ausgeschieden | 33–64 |
| Männer                                                      |            |               |               |           |          |               |               |                    |               |               |               |               |               |               |               |       |
| Riau Ega Agatha                                             | Einzel     | 666           | 15            | D. Barnes | 7:1      | J. Wukie      | 5:6           | ausgeschieden      | ausgeschieden | ausgeschieden | ausgeschieden | ausgeschieden | ausgeschieden | ausgeschieden | ausgeschieden | 17–32 |
| Arif Dwi Pangestu                                           | Einzel     | 655           | 32            | F. Unruh  | 2:6      | ausgeschieden | ausgeschieden | ausgeschieden      | ausgeschieden | ausgeschieden | ausgeschieden | ausgeschieden | ausgeschieden | ausgeschieden | ausgeschieden | 33–64 |
| Alviyanto Bagas Prastyadi                                   | Einzel     | 658           | 26            | T. Worth  | 0:6      | ausgeschieden | ausgeschieden | ausgeschieden      | ausgeschieden | ausgeschieden | ausgeschieden | ausgeschieden | ausgeschieden | ausgeschieden | ausgeschieden | 33–64 |
| Riau Ega Agatha Arif Dwi Pangestu Alviyanto Bagas Prastyadi | Mannschaft | 1979          | 7             | —         | —        | —             | —             | Großbritannien     | 0:6           | ausgeschieden | ausgeschieden | ausgeschieden | ausgeschieden | ausgeschieden | ausgeschieden | 9–12  |
| Mixed                                                       |            |               |               |           |          |               |               |                    |               |               |               |               |               |               |               |       |
| Diananda Choirunisa Riau Ega Agatha                         | Mannschaft | 1297          | 15            | —         | —        | —             | —             | Vereinigte Staaten | 5:4           | Türkei        | 2:6           | ausgeschieden | ausgeschieden | ausgeschieden | ausgeschieden | 5–8   |

### Gewichtheben
| Athleten              | Wettbewerb                    | Reißen  | Reißen | Stoßen  | Stoßen | Zweikampf | Zweikampf | Rang   |
| Athleten              | Wettbewerb                    | Gewicht | Rang   | Gewicht | Rang   | Gewicht   | Rang      | Rang   |
| --------------------- | ----------------------------- | ------- | ------ | ------- | ------ | --------- | --------- | ------ |
| Frauen                |                               |         |        |         |        |           |           |        |
| Windy Cantika Aisah   | Bantamgewicht bis 49 kg       | 84 kg   | 4      | 110 kg  | 3      | 194 kg    | 3         | Bronze |
| Nurul Akmal           | Superschwergewicht über 87 kg | 115 kg  | 5      | 141 kg  | 5      | 256 kg    | 5         | 5      |
| Männer                |                               |         |        |         |        |           |           |        |
| Eko Yuli Irawan       | Bantamgewicht bis 61 kg       | 137 kg  | 2      | 165 kg  | 2      | 302 kg    | 2         | Silber |
| Deni                  | Federgewicht bis 67 kg        | 135 kg  | 10     | 166 kg  | 9      | 301 kg    | 9         | 9      |
| Rahmat Erwin Abdullah | Leichtgewicht bis 73 kg       | 152 kg  | 6      | 190 kg  | 2      | 342 kg    | 3         | Bronze |

### Leichtathletik
Laufen und Gehen 
| Athleten            | Wettbewerb | Vorlauf | Vorlauf | Runde 1 | Runde 1 | Halbfinale    | Halbfinale    | Finale        | Finale        | Rang          |
| Athleten            | Wettbewerb | Zeit    | Rang    | Zeit    | Rang    | Zeit          | Rang          | Zeit          | Rang          | Rang          |
| ------------------- | ---------- | ------- | ------- | ------- | ------- | ------------- | ------------- | ------------- | ------------- | ------------- |
| Frauen              |            |         |         |         |         |               |               |               |               |               |
| Alvin Tehupeiory    | 100 m      | 11,89 s | 3       | 11,92 s | 8       | ausgeschieden | ausgeschieden | ausgeschieden | ausgeschieden | ausgeschieden |
| Männer              |            |         |         |         |         |               |               |               |               |               |
| Lalu Muhammad Zohri | 100 m      | —       | —       | 10,26 s | 5       | ausgeschieden | ausgeschieden | ausgeschieden | ausgeschieden | ausgeschieden |

### Rudern
| Athleten                         | Wettbewerb                  | Vorlauf     | Vorlauf | Vorlauf       | Hoffnungslauf | Hoffnungslauf | Hoffnungslauf | Halbfinale | Halbfinale | Halbfinale    | Finale      | Finale | Rang |
| Athleten                         | Wettbewerb                  | Zeit        | Platz   | Qualifikation | Zeit          | Platz         | Qualifikation | Zeit       | Platz      | Qualifikation | Zeit        | Platz  | Rang |
| -------------------------------- | --------------------------- | ----------- | ------- | ------------- | ------------- | ------------- | ------------- | ---------- | ---------- | ------------- | ----------- | ------ | ---- |
| Frauen                           |                             |             |         |               |               |               |               |            |            |               |             |        |      |
| Mutiara Rahma Putri Melani Putri | Leichtgewichts-Doppelzweier | 7:52,57 min | 6       | Hoffnungslauf | 8:03,19 min   | 6             | Finale C      | –          | –          | –             | 7:25,06 min | 5      | 17   |

### Schießen
| Athleten             | Wettbewerb                                 | Qualifikation   | Qualifikation | Finale          | Finale        | Rang |
| Athleten             | Wettbewerb                                 | Ringe/ Scheiben | Rang          | Ringe/ Scheiben | Rang          | Rang |
| -------------------- | ------------------------------------------ | --------------- | ------------- | --------------- | ------------- | ---- |
| Frauen               |                                            |                 |               |                 |               |      |
| Vidya Rafika Toyyiba | 10 m Luftgewehr                            | 622,0           | 35            | ausgeschieden   | ausgeschieden | 35   |
| Vidya Rafika Toyyiba | 50 m Kleinkalibergewehr Dreistellungskampf | 1137            | 37            | ausgeschieden   | ausgeschieden | 37   |

### Schwimmen
| Athleten             | Wettbewerb      | Vorlauf      | Vorlauf | Halbfinale | Halbfinale | Finale        | Finale        | Rang |
| Athleten             | Wettbewerb      | Zeit         | Rang    | Zeit       | Rang       | Zeit          | Rang          | Rang |
| -------------------- | --------------- | ------------ | ------- | ---------- | ---------- | ------------- | ------------- | ---- |
| Frauen               |                 |              |         |            |            |               |               |      |
| Azzahra Permatahani  | 400 m Lagen     | 4:54,54 min  | 16      | —          | —          | ausgeschieden | ausgeschieden | 16   |
| Männer               |                 |              |         |            |            |               |               |      |
| Aflah Fadlan Prawira | 400 m Freistil  | 3:55,08 min  | 29      | —          | —          | ausgeschieden | ausgeschieden | 29   |
| Aflah Fadlan Prawira | 1500 m Freistil | 15:29,94 min | 27      | —          | —          | ausgeschieden | ausgeschieden | 27   |

### Surfen
| Athleten  | Wettbewerb | 1. Runde | 1. Runde | 2. Runde | 2. Runde | 3. Runde    | 3. Runde    | Viertelfinale | Viertelfinale | Halbfinale    | Halbfinale    | Finale / Platz 3 | Finale / Platz 3 | Rang |
| Athleten  | Wettbewerb | Punkte   | Rang     | Punkte   | Rang     | Gegner      | Ergebnis    | Gegner        | Ergebnis      | Gegner        | Ergebnis      | Gegner           | Ergebnis         | Rang |
| --------- | ---------- | -------- | -------- | -------- | -------- | ----------- | ----------- | ------------- | ------------- | ------------- | ------------- | ---------------- | ---------------- | ---- |
| Männer    |            |          |          |          |          |             |             |               |               |               |               |                  |                  |      |
| Rio Waida | Shortboard | 9,96     | 3        | 11,53    | 2        | K. Igarashi | 12,00:14,00 | ausgeschieden | ausgeschieden | ausgeschieden | ausgeschieden | ausgeschieden    | ausgeschieden    | 9    |